# Diva: The Singles Collection
Diva: The Singles Collection (en español: Diva: sencillos de colección) es un álbum recopilatorio de la cantante soprano Sarah Brightman, lanzado en 2006 por la compañía Angel Records.

## Lista de canciones
1. "The Phantom of the Opera" (con Steve Harley)
2. "Music of the Night"
3. "Pie Jesu" (con Paul Miles-Kingston)
4. "Who Wants to Live Forever"
5. "Tú quieres volver"
6. "Just Show Me How to Love You" (con José Cura)
7. "Deliver Me"
8. "Nella Fantasia"
9. "Scarborough Fair"
10. "A Whiter Shade of Pale"
11. "It's a Beautiful Day"
12. "What You Never Know"
13. "A Question of Honour"
14. "Time to Say Goodbye" (con Andrea Bocelli)

## Posicionamiento
| Lista (2006)                                     | Posición más alta |
| ------------------------------------------------ | ----------------- |
| EE. UU. Billboard 200                            | 100               |
| EE. UU. Billboard Top Classical Crossover Albums | 1                 |
| EE. UU. Billboard Top Internet Albums            | 100               |